# 三保三隅站
三保三隅站（日语：／ Miho-Misumi eki */?）是位於島根縣濱田市三隅町西河內，西日本旅客鐵道（JR西日本）的山陰本線車站。事務管號碼為▲640768。

## 歷史
- 1922年9月1日：國有鐵道山陰本線周布站至此站開業，此站啟用。為客運和貨運車站。當時車站地址為島根縣那賀郡三保村西河內。
- 1923年12月26日：山陰本線此站至石見益田站（現時為益田站）開業[2]，同時改稱山陰本線[3]。
- 1955年：隨著三隅町（日语：三隅町 (島根県)）（第二次）成立，車站地址為島根縣那賀郡三隅町西河內。
- 1978年3月26日：終止貨物起卸業務。
- 1987年4月1日：隨國鐵分割民營化，車站由西日本旅客鐵道（JR西日本）營運。
- 2005年10月1日：隨著濱田市（第二次）成立，車站地址為現時位置。

## 車站構造
車站是一座地面車站，設有2面3線的單式、島式月台，另外設有停泊維護路軌車輛的側線，可進行列車交會與待避。車站大樓位於1號月台（單式月台）側，月台之間設有跨線橋連接。曾經在車站大樓內右邊為商店，現時已經結業。
車站由濱田鐵道部管理的業務委託車站，由JR西日本米子MAINTEC負責車站業務。櫃臺設有POS終端，車站大樓內設有自動售票機。截至2010年，車站職員當值時間為7:00至18:15，其餘時間為無人車站。

### 月台
| 月台 | 路線     | 上下行 | 方向             |
| ---- | -------- | ------ | ---------------- |
| 1    | 山陰本線 | 下行   | 益田、新山口方向 |
| 2・3 | 山陰本線 | 上行   | 濱田、出雲市方向 |

1號月台為下行本線，2號月台為上行本線，3號月台為上下行副本線。上行方向（濱田方向）於早上6時時段，避待特急的列車使用3號月台。（下行方向可向益田方向出發，截至2017年（平成29年）7月20日，沒有列車通過和接續。）

## 使用狀況
以下為近年1日平均乘車人次列表：
| 乘車人次變化 | 乘車人次變化    |
| 年度         | 1日平均乘車人次 |
| ------------ | --------------- |
| 1984         | 448             |
| 1994         | 376             |
| 1999         | 295             |
| 2000         | 280             |
| 2001         | 283             |
| 2002         | 252             |
| 2003         | 246             |
| 2004         | 247             |
| 2005         | 234             |
| 2006         | 212             |
| 2007         | 191             |
| 2008         | 193             |
| 2009         | 178             |
| 2010         | 164             |
| 2011         | 162             |
| 2012         | 158             |
| 2013         | 163             |
| 2014         | 139             |
| 2015         | 143             |
| 2016         | 125             |
| 2017         | 127             |

## 車站周邊
- 田之浦海岸
- 濱田市立石正美術館
- 三隅中央公園
- 三隅站前簡易郵局
- 濱田市立三隅中學
- 島根康復學院

## 巴士路線
- 濱田市營巴士（日语：浜田市営バス）三隅路線（大喊巴士）
  - 循環線（右回、左回）
  - 井野室谷線（室谷、井野方向）
  - 平原森溝線（森溝、平原方向）
  - 諸谷平原線（森溝、平原、諸谷、美野里會館方向）
  - 白砂西河內線（白砂、今浦方向）
  - 井野三隅線（大谷方向）
  - 黑澤矢原線（矢原、古和方向）
- 津和野特快（日语：津和野エクスプレス）在濱田市政廳三隅分所附近設有巴士站，該路線不駛入三保三隅站。

## 相鄰車站
西日本旅客鐵道
山陰本線
- 部分特急「超級松風」「超級隱岐」停車站。
- 快速水快車停車站。

折居－三保三隅－岡見

## 注腳
1. ↑  日本國有鐵道旅客局(1984)『鉄道・航路旅客運賃・料金算出表 昭和59年４月20日現行』。
2. ↑  日本《官報》第3402號「鉄道省告示第303号」，大藏省印刷局：1923年12月24日，第428頁。
3. ↑  日本《官報》第3402號「鉄道省告示第302号」，大藏省印刷局：1923年12月24日，第427-428頁。
4. ↑  交通新聞社「携帯全国時刻表」2017年8月號
5. ↑  島根縣統計書

## 外部連結
- 三保三隅｜車站資訊：JR出門網 - 西日本旅客鐵道